# Morro de Guadalupe
O morro de Guadalupe é um dos mais notáveis morros a leste (cerros orientais) de Bogotá. Junto com o morro de Monserrate é conhecido como um dos morros tutelares da cidade, localizados entre a cidade e o páramo de Cruz Verde.

## Características
Localizado ao leste da cidade, tem 3.260 msnm de altitude. Na cume do cerro se encontra uma estátua de 15 metros de altura elaborada pelo escultor Gustavo Arcila Uribe em 1946 e uma pequena ermita consagrada a Nossa Senhora de Guadalupe, além de um mirante, de onde se pode apreciar uma imponente vista da cidade.

## História
Alguns indígenas contam que ao cerro de Monserrate se lhe chamava 'pé do avô' e o de Guadalupe 'pé da avó'.

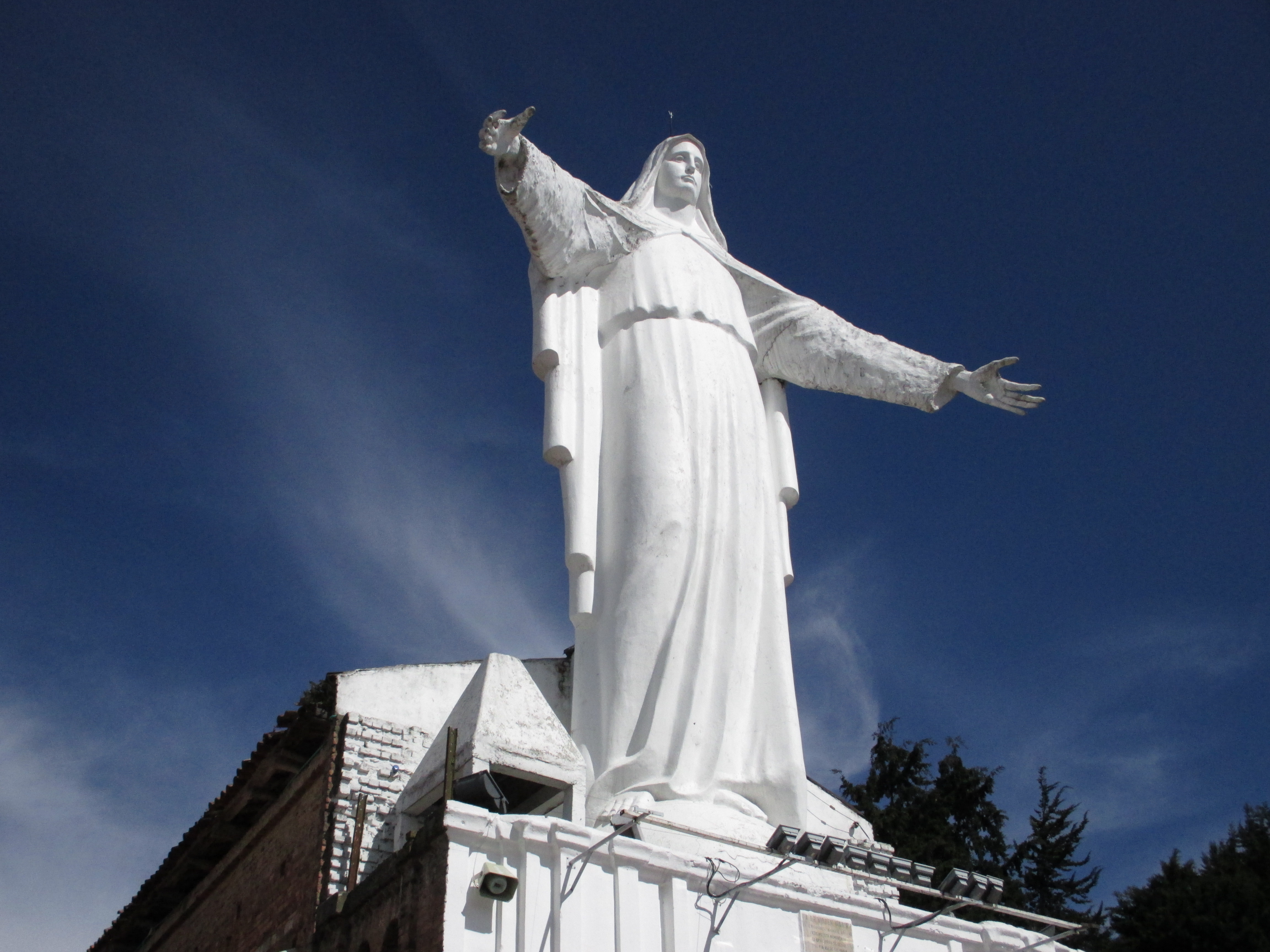
Virgem do cerro de Guadalupe.

A primeira construção da ermita data do ano 1656. A ermita foi consagrada a Nossa Senhora de Guadalupe numa peregrinação à qual constavam as principais autoridades eclesiásticas e civis em 8 de setembro de 1656. A pequena capela foi destruída sucessivamente nos terremotos ocorridos o 13 de outubro de 1743, o 15 de julho de 1785 e o 17 de junho de 1826, depois foi reconstruída durante o governo de Tomás Cipriano de Mosquera e afetada novamente pelo terremoto do 31 de agosto de 1917, após este último permaneceu destruída durante várias décadas.
Em 12 de outubro de 1945 o monsenhor Jorge Múrcia Riaño reconstruiu a ermita e foi abençoada pelo arcebispo Ismael Perdomo. Um ano mais tarde foi erigida a estátua na cume do cerro, obra do escultor Gustavo Arcila Uribe, a qual corresponde à "Virgen María Imaculada", patroa da Arquidiócesis de Bogotá. Em 1967 o sacerdote Luis Jiménez construiu a estrada que comunica até o cerro.
Na atualidade está sendo projetado a construção de um novo santuário,  cuja primeira etapa foi  a manutenção da estrada e rearranjo dos quiosques para os vendedores de alimentos e artigos religiosos.

## Acesso e horários

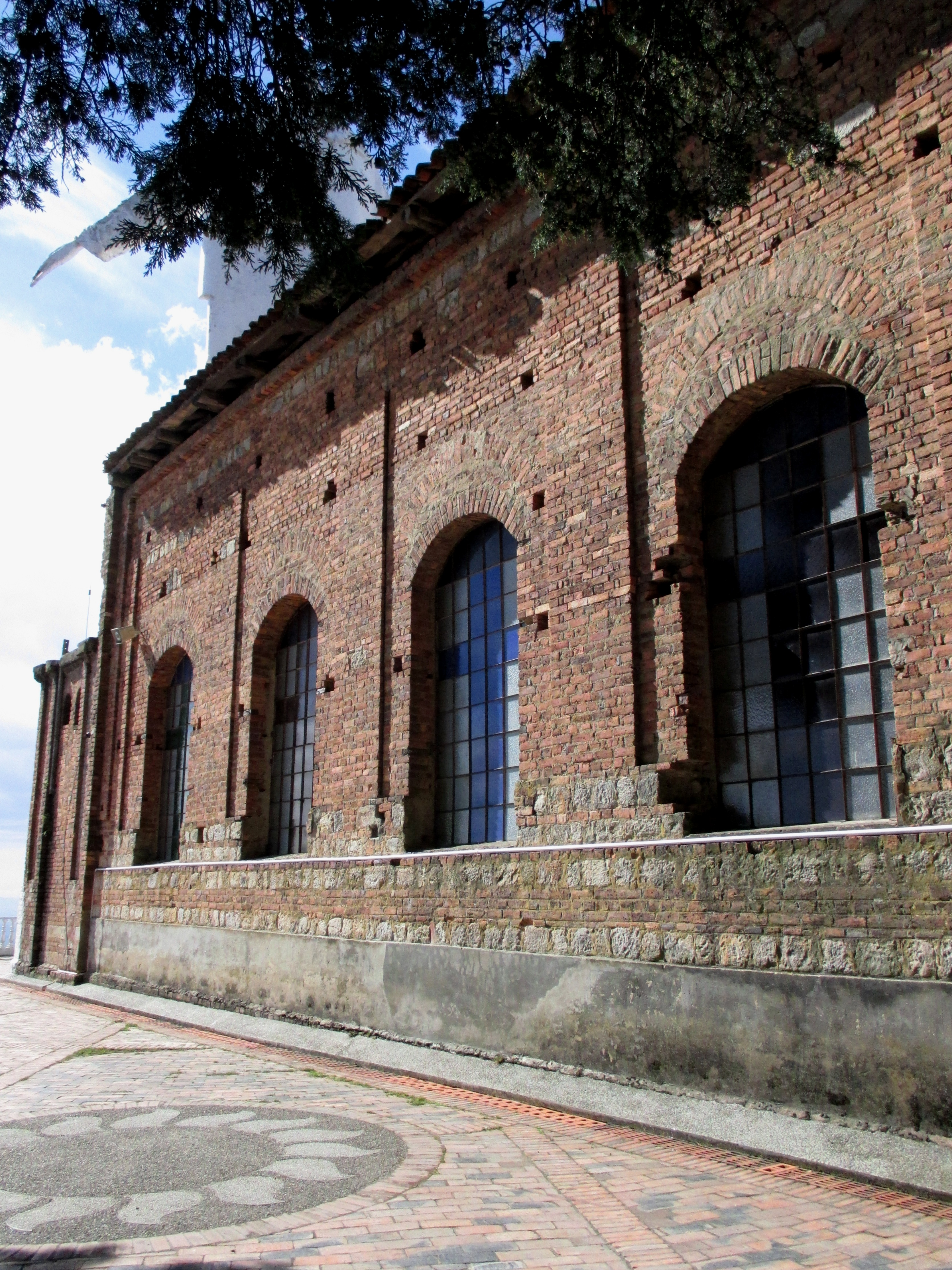
Lateral da Ermita de Guadalupe.

Para aceder ao cerro de Guadalupe dispõe-se de microonibus de serviço público que sobem todos os domingos pela Avenida dos Comuneros (rua sexta) da Avenida Caracas tomando a estrada que conduz para o município de Choachí e o desvio para o cerro no km 6,7.
Todos os domingos se celebram missas na ermita nos seguintes horários: no primeiro domingo da cada mês celebram-se às 8:00 a.m., 10:00 a.m. e 12:00 m; nos demais domingos do mês celebram-se às 9:00 a.m., 10:30 a.m. e 12:00 m.